# دونالد واتسون
دونالد واتسون (بالإنجليزية: Donald Watson)‏ هو لاعب اتحاد الرغبي نيوزلندي، ولد في 10 أغسطس 1872 في روتشديل في المملكة المتحدة، وتوفي في 25 ديسمبر 1958 في هاستينجس في نيوزيلندا.